# Грлава
Грлава (словен. Grlava) — поселення в общині Лютомер, Помурський регіон, Словенія. Висота над рівнем моря: 179,5 м.